# Râul Culeșa
Pârâul Culeșa sau Pârâul Slutin sau Pârâul Zlatița este un curs de apă, afluent al râului Râșca.

## Descrierea
Culeșa este un pârâu, în județul Neamț. Izvorăște de sub culmea Pleșului și anume din râpa Borta-Dracului; trece prin satul Poiana (Poiana-Prisăcei), unde în el se varsă pârâul Nistora, apoi trece pe la sud de Drăgănești și se varsă în Râșca, în jos de satul Râșca (fostul Tonți). Lungimea totală e de 7500 m. Pârâul formează valea Culeșa, strânsă între dealurile Todoreni și Lebedea. Culeșa în localitate însemnează mămăligă, de unde culeșar = meleșteu = făcăleț. Se spune că pe țărmurile acestui pârâu s-au făcut primele încercări de cultură a porumbului pe aci.
În locul unde își începe cursul pârâul Culeșa a fost construită Mănăstirea Sfânta Cruce lângă râpa Borta-Dracului în amintirea  luptelor din 1944 de pe Culmea Pleșului între trupele Armatei Roșii și trupele Armatei Regale Române.

## Hărți
- Conturul Pârâului Culeșa care trece prin satele Poiana și Drăgănești. Google Maps
- Parcul Vânători-Neamț  Arhivat în 3 martie 2016, la Wayback Machine.